# Enrico Gualtieri
Enrico Gualtieri, född 21 februari 1975, är en italiensk ingenjör som är teknisk direktör för motorer hos det italienska Formel 1-stallet Scuderia Ferrari.
Han avlade en examen i maskinteknik vid Università degli Studi di Modena e Reggio Emilia år 2000. Efter studierna fick han en anställning hos Scuderia Ferrari och arbetade fram till 2010 på deras avdelning för simulering av motorer. Det året utsågs han till chef för avdelningen som utvecklar motorers tillförlighet. Fyra år senare blev han befordrad och tog över chefskapet för avdelningen rörande design och utvecklande av motorer. År 2019 utnämndes Gualtieri till stallets motorchef och  fick senare yrkestiteln teknisk direktör.